# Sparta (Carolina del Norte)
Sparta es un pueblo ubicado en el condado de Alleghany en el estado estadounidense de Carolina del Norte. Es sede del condado de Alleghany. La localidad en el año 2000, tenía una población de 1.817 habitantes en una superficie de 6,1 km², con una densidad poblacional de 295,5 personas por km².

## Geografía
Sparta se encuentra ubicado en las coordenadas 36°30′20″N 81°7′18″O / 36.50556, -81.12167. Según la Oficina del Censo, la localidad tiene un área total de 6,1 km² (2,4 mi²), de la cual 6,1 km² (2,4 mi²) es tierra y 0 km² (0 mi²) (0.0%) es agua.

## Demografía
En el 2000 la renta per cápita promedia del hogar era de $22.474, y el ingreso promedio para una familia era de $37.596. El ingreso per cápita para la localidad era de $14.237. En 2000 los hombres tenían un ingreso per cápita de $23.304 contra $18.281 para las mujeres. Alrededor del 18.30% de la población estaba bajo el umbral de pobreza nacional.